# 沃爾奇多爾

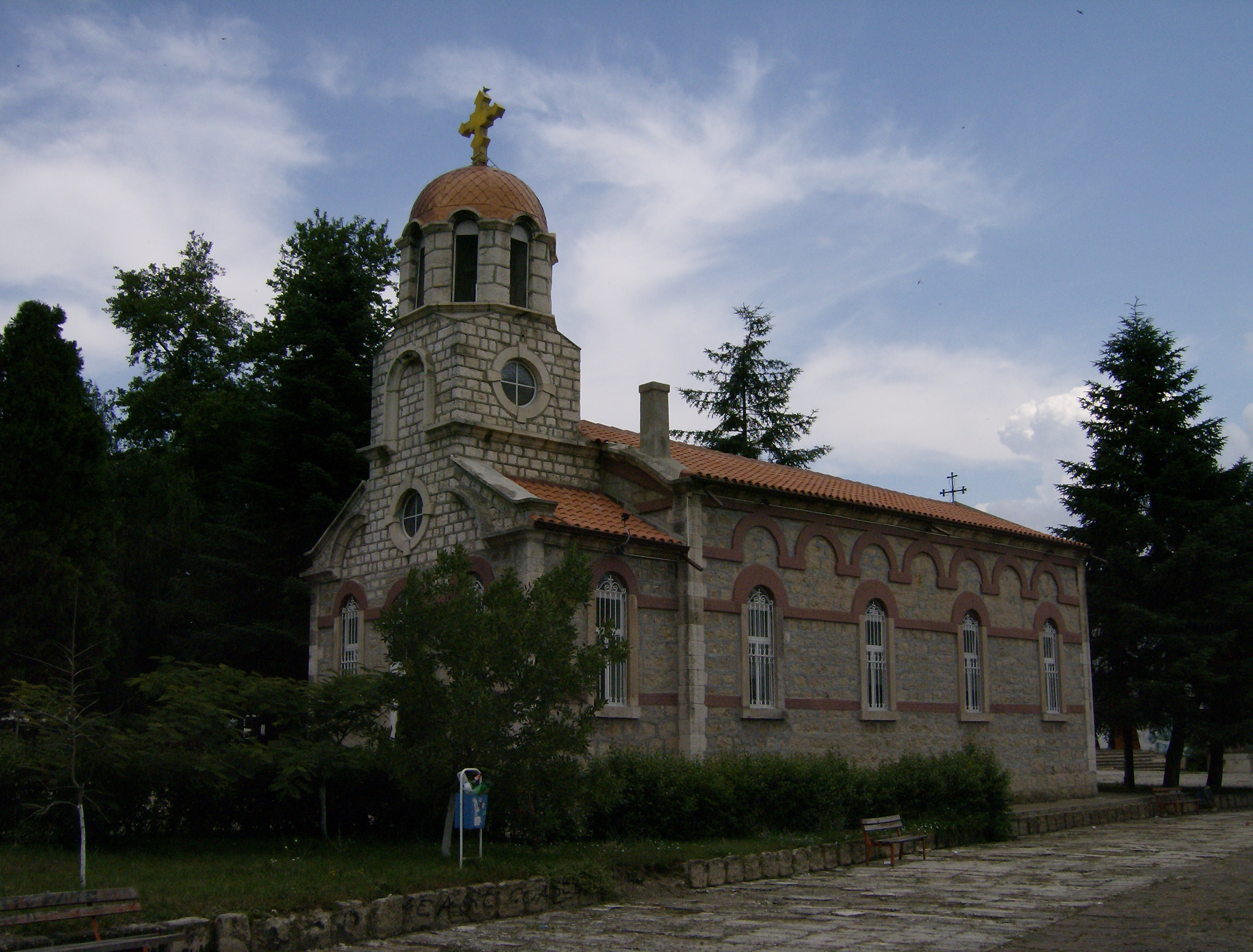
教堂

沃尔奇多尔是保加利亞東北部瓦爾納州沃尔奇多尔市镇的城鎮及行政中心，距離州府瓦爾納55公里，海拔高度270米，受大陸性氣候影響，2009年人口3,460，居民主要信奉東正教。

## 外部連結
- Valchi Dol municipality website （页面存档备份，存于） （保加利亚文）

43°24′N 27°33′E / 43.400°N 27.550°E